# Kelly Kelly
Barbara Collins "Barbie" Blank (nascida em 15 de janeiro de 1987), mais conhecida como Kelly Kelly, durante seu tempo com a companhia WWE, é uma lutadora de wrestling profissional.,Atriz e Modelo norte-americana
Kelly Kelly começou a trabalhar como lutadora profissional na companhia OVW, na qual teve poucas lutas. Kelly, em 2006, foi chamada para trabalhar na WWE, na ECW. Sua primeira aparição no ringue foi com o Wrestler Mike Knox, o qual ela acompanhou a uma luta contra CM Punk. Durante a luta, CM Punk a derruba, começando aí uma amizade.
Várias vezes nos bastidores, Kelly encontra-se com CM Punk, em duas tentativas de beijá-lo, mas sempre aparecendo o ciumento Mike Knox. Uma das primeiras lutas de Kelly foi junto a Mike, contra Kevin Thorn e Ariel. Depois de algum tempo, Mike se cansa e bate na mão de Kelly, e ela, nervosa, entra para lutar. Ariel simplesmente acaba com Kelly. Quando Kelly vai bater na mao de Mike, ele o abandona.
Uma semana depois, ela luta sozinha contra Ariel, a vampira se distrai e Kelly consegue vencê-la. No final, Mike aparece se desculpando para Kelly e ela aceita. Porém, Mike começa a perturbar Kelly e acaba por jogar flores nela, também a dominando com seu finisher.
Depois disso, Kelly se afasta da ECW e da WWE. Algum tempo depois, ela decide voltar. Assina um novo contrato, formando a Extreme Exposé, junto com Brooke e Layla El, sendo as "garotas" do The Miz. Depois do feio término de relações com Mike Knox, Kelly constrói um bom relacionamento com Balls Mahoney, ganhando um urso de pelúcia dele. Por esse motivo, Kelly decide abandonar o contrato com The Miz, mas sendo chantageada por ele, é obrigada a ficar no Extreme Exposé até o contrato acabar. Com o fim do contrato e a saída de Brooke da ECW, Kelly tem rivalidades com Layla El, entrando em várias CatFights (briga de mulheres) com a Diva.

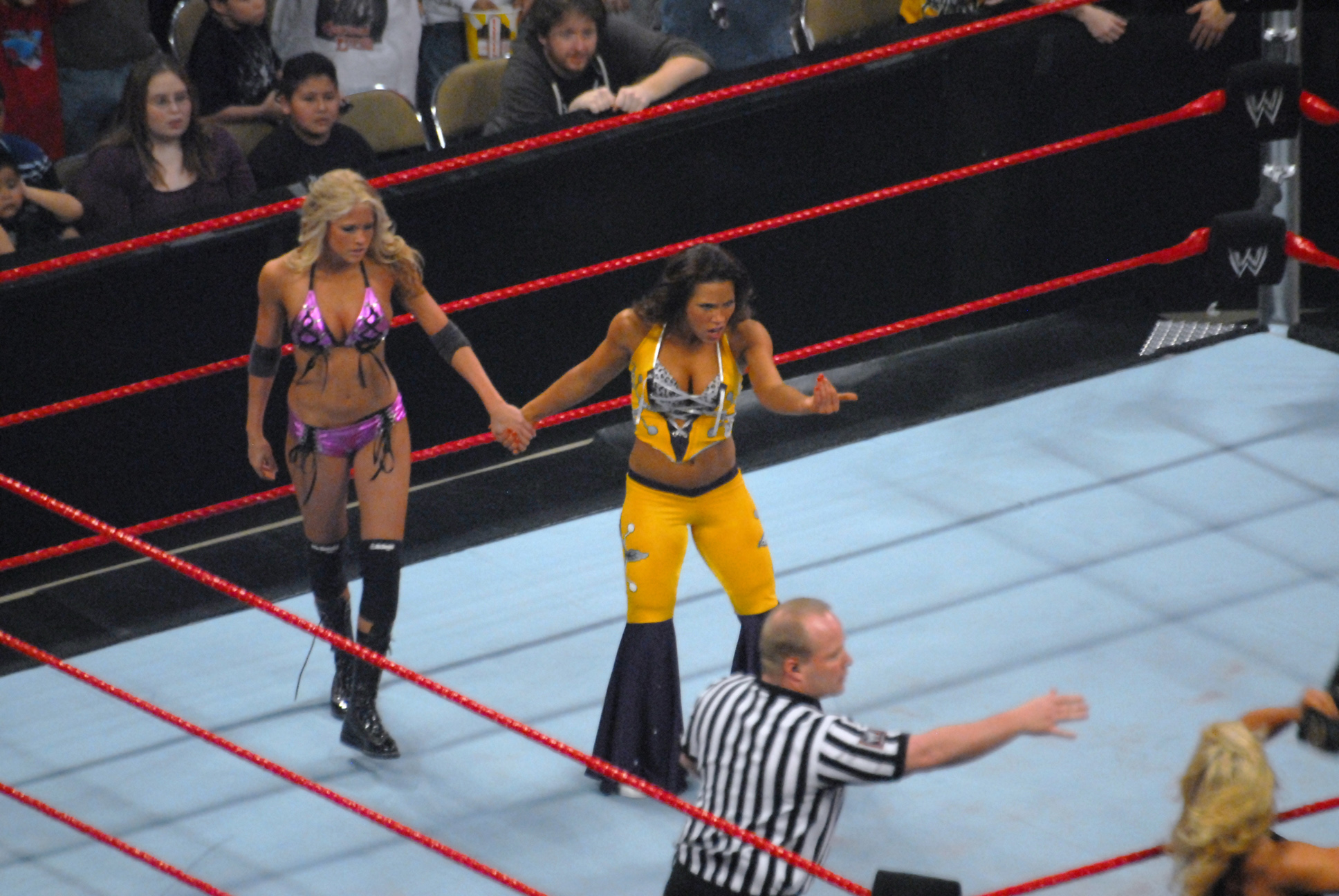

Umas semanas depois, a Diva tem lutas juntamente com Balls Mahoney contra Kenny Dykstra e Victoria. A Diva e o Superstar conseguem derrotá-los e, com raiva, Victoria entra na feud de Layla com Kelly. Kelly também teve uma luta handicap de 2 x 1, na qual ela enfrentou Victoria e Layla. Com certeza, a Diva, sozinha, foi derrotada. Depois da luta, as duas Divas continuam batendo em Kelly Kelly e logo Michelle McCool aparece para ajudar Kelly. Uma semana depois, Michelle também entra na feud, tendo uma luta de 2 x 2. Michelle e Kelly são derrotadas. No Halloween Battle Royal, Kelly vence, na qual aparece Beth Phoenix para massacrá-la. Posteriormente, luta juntamente a Candice Michelle contra Melina e Layla. Kelly ainda participa do Survivor Series, no 10 Divas Tag Team Match, com a vitória ao seu time.
Um bom tempo depois, Mickie James convida Kelly e Michelle em uma luta contra Melina, Jillian Hall e Layla. A equipe de Kelly vence. No Natal, ela luta juntamente a Maria, Mickie James e Michelle McCool, sendo sua equipe vitoriosa. Na entrada de 2008, Kelly participa de varias Exposés (dança sexual feminina). Também, sua primeira luta nos novos estádios da ECW e WWE foi contra Layla, na qual Kelly a vence com muitas dificuldades. Kelly também foi eleita a Diva com melhor corpo da ECW e participou em uma luta junto a Kofi Kingston contra Santino Marella e Layla. Kofi e Kelly vencem.

## World Wrestling Entertainment / WWE

### Ohio Valley Wrestling (2006–2007)
Em 2006, enquanto trabalhava como modelo, Blank foi vista pela World Erestling Entertainment (WWE) por John Laurinaitis, em que estava interessado num contrato com ela. Após o contrato Kelly foi para seu território de desenvolvimento, Ohio Valley Wrestling (OVW). Em 2006 Kelly assinou oficialmente com a WWE. Mesmo depois de ter conseguido o contrato, ela apenas serviu como locutora de ring e árbitro. Em 06 de setembro durante as gravações da OVW, ela participou de uma battle royal que foi ganha por ODB. Em 24 de março de 2007, ela participou de um house show junto com Maryse, Victoria, Serena Deeb e ODB derrotando Beth Phoenix, Katie Lea Burchill, Milena Roucka, Roni e Melody.

## Florida Championship Wrestling (2008)
Kelly se juntou a Mike Knox na ECW para ele lhe ajudar a fazer sua estreia na Florida Championship Wrestling em 08 de outubro na televisão, onde ela se juntou com Wesley Holiday para derrotar Alicia Fox e Roucka.

## ECW e Extreme Expose (2006–2008)

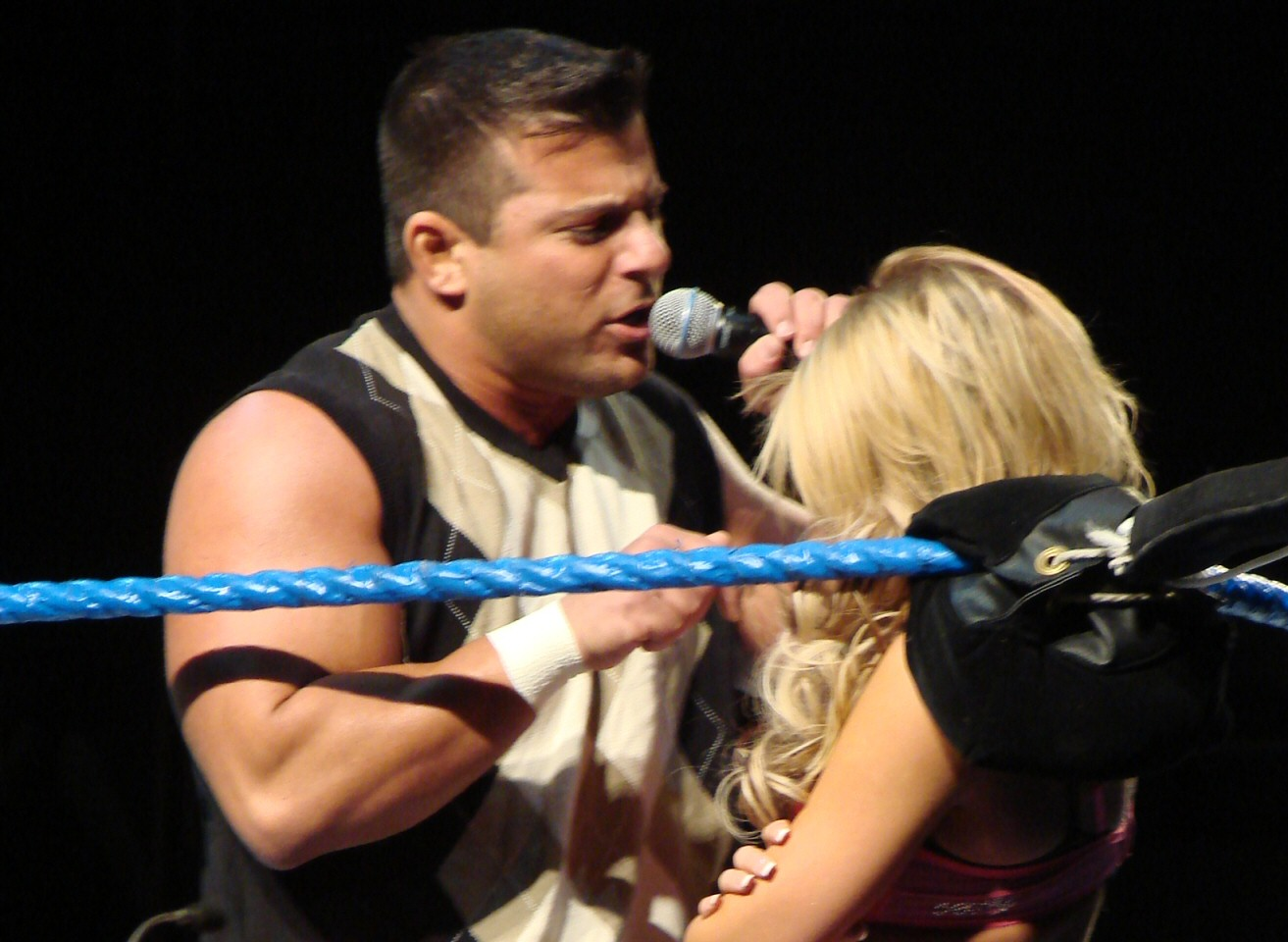
Matt Striker humilhando Kelly em um evento da ECW.

Blank debutou na ECW como Kelly Kelly em 13 de junho de 2006, tornando-se a lutadora mais jovem da empresa. Sua personagem exibicionista foi introduzida ao executar um striptease para a multidão. Na semana seguinte, durante a execução de outro striptease ela foi interrompida pelo seu namorado Mike Knox (Kayfabe), que subiu ao palco e a cobriu com uma toalha antes de arrastá-la para os bastidores. Sua separação tornou-se um segmento semanal conhecido como “Expose Kelly”. Knox começou a forçar Kelly para acompanhá-lo ao ring para que ele pudesse manter o olho sobre ela. Kelly começou a se desentender com Mike quando o mesmo usou ela como escudo para se proteger de Sandman que iria o atacar com um bastão. Ela fez sua estreia como lutadora em 22 de agosto de 2006 ao lado de Mike Knox e Test, mas perderam para Tommy Dreamer, Sandman e Torrie Wilson.
Kelly e Knox começaram a se envolver em um enredo com CM Punk em setembro, em que Kelly foi começando a se interessar por Punk, onde Knox foi ficando cada vez mais ciumento. Durante um mês, Kelly continuou flertando Punk e assistindo suas lutas, até que Knox a proibiu de as assisti. Mais tarde, Kelly começou a se vestir como Punk em uma “Halloween Costume Contest”, onde mais tarde Punk enfrentou Knox. Em December to Dismember, Kelly e Knox se uniram contra Ariel e Kevin Thorn, mas Kelly foi abandonada por Knox no meio da luta. Na semana seguinte, Kelly venceu Ariel com um roll-up em sua primeira luta solo na ECW, depois Knox veio ao ring com flores e as jogou no rosto de Kelly e aplicou sua signature, reverse STO sobre ela, terminando o seu relacionamento. Kelly se feriu e ficou seis semanas afastada.
Ela voltou á televisão em 16 de janeiro de 2007 em uma promo que ela estava solteira. Na semana seguinte ela se uniu a Layla e Brooke, formando a Extreme Expose. O trio realizou um segmento de dança na ECW durante alguns meses. Em junho de 2007, The Miz foi transferido para a ECW e se uniu as três. Kelly começou a se interessar por Balls Mahoney e então Miz, Brooke e Layla começaram a zombar dela. Em 01 de novembro, Brooke teve seu contrato finalizado com a WWE, onde não quiseram renovar e então Layla e Kelly começaram uma rivalidade. Em 29 de outubro num episódio do RAW, Kelly venceu uma battle royal para ter a oportunidade de lutar contra Beth Phoenix pelo WWE Women's Championship, após sua vitória, Beth a atacou. Na semana seguinte, Beth venceu de Kelly e continuou sendo a campeã. No Survivor Series, Kelly se uniu a Mickie James, Maria, Torrie Wilson e Michelle McCool para derrotar Beth Phoenix, Jillian, Melina, Victoria e Layla. Em dezembro, Layla se uniu a Victoria e Lena Yada, onde começaram a rivalizar com Kelly. Já em Abril de 2008, Kelly voltou a lutar em um pay-per-view no Backlash ao lado de Mickie James, Maria, Ashley, Michelle McCool e Cherry contra Beth Phoenix, Melina, Layla, Jillian Hall, Victoria e Natalya, mas perderam.

## Raw (2008–2010)
Após Kelly ser transferida ao RAW em 07 de julho de 2008 durante o Draft, ela teve sua estreia como parte da brand em parceria a Mickie James contra Layla e Jillian Hall. Rapidamente ela se envolveu em uma briga com Beth Phoenix, onde a enfrentou em várias ocasiões, incluindo Mickie James e Candice Michelle como suas parceiras. No Survivor Series em novembro, Kelly representou o RAW com Mickie James, Candice Michelle, Jillian Hall e Beth Phoenix contra as divas do SmackDown, sendo elas, Maryse, Michelle McCool, Natalya, Victoria e Maria. Kelly fez a primeira eliminação do jogo sobre Victoria, mas em seguida foi eliminada por Maryse. No mês seguinte, Kelly se uniu com Maria, Michelle McCool e Mickie James para vencer Maryse, Victoria, Natalya e Jillian Hall no Armageddon.
Em 5 de abril de 2009, Kelly competiu na Wrestlemania XXV em uma battle royal para determinar a “Miss Wrestlemnia”, mas o jogo foi ganho por Santina Marella. Em 18 de maio Kelly competiu em outra battle royal, eliminando Beth Phoenix e Mickie James para se tornar a #1 Contender ao WWE Divas Championship. Na semana seguinte, ela enfrentou Maryse e venceu por desqualificação, mas o título permaneceu com Maryse. Kelly teve uma revanche duas semanas depois, mas perdeu por pinfall e após o fim da luta continuou sendo atacada, mas Mickie James a salvou. Três semanas mais tarde, ela competiu numa Fatal 4-Way que foi vencida por Mickie. Durante o resto do ano Kelly competiu em várias outras lutas pelo contender. Em outubro, Kelly se uniu a Melina e Gail Kim representando o RAW, mas perderam para Beth Phoenix, Natalya e Michelle McCool que representavam o SmackDown. Kelly voltou a participar do Survivor Series, onde antes de ser eliminada por Beth Phoenix ela eliminou Layla.
Em janeiro de 2010, Kelly participou do torneio pelo WWE Divas Championship depois de Melina se lesionar e abandonar o título, mas foi eliminada na primeira etapa por Alicia Fox. Ao longo do início de 2010, Kelly foi envolvida em vários segments de backstage com anfitriões e hóspedes do RAW. Na Wrestlemania XXVI, Kelly se uniu com Beth Phoenix, Gail Kim, Eve Torres e Mickie James, mas perderam para Maryse, LayCool, Alicia Fox e Vickie Guerrero, mas sua equipe ganhou na noite seguinte em uma revanche. Kelly particiou de uma battle royal para determinar a desafiente de Maryse ao título, mas a luta foi vencida por Eve Torres.

### SmackDown e rivalidade com LayCool (2010–2011)

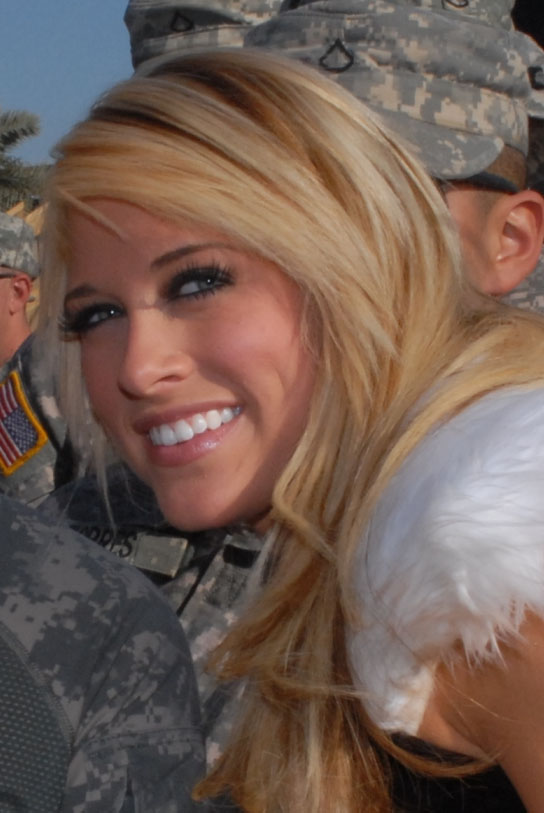
Kelly durante Tribute to the Troops em dezembro de 2008.

Em 26 de abril durante o Draft, Kelly foi enviada ao SmackDown. Ela fez sua estréia em 30 de abril fazendo parceria com Beth Phoenix para derrotar LayCool. Ela passou a rivalizar com LayCool e começou uma amizade com Tiffany. Ao longo das semanas, Kelly e Tiffany perderam suas lutas para LayCool. Em 04 de junho ela fez sua estreia solo no ringue ao derrotar Rosa Mendes, apesar de ser distraída por McCool e Layla. Dia 18 de junho Kelly venceu de Layla com Tiffany e Michelle na ringside. Na semana seguinte, ela enfrentou Rosa Mendes com LayCool na mesa dos comentaristas e saiu vitoriosa e após a luta jogou o pula-cordas de Rosa Mendes na dupla que ao tentar entrar no ring desistiram após a chegada de Tiffany. Na próxima semana Kelly novamente acompanhada de Tiffany venceu de Michelle McCool com um roll-up enquanto Michelle e Tiffany discutiam. Dia 16 ela venceu de Layla e Trent Barreta com Chris Masters após Rosa Mendes distrair o parceiro de Layla. Kelly teve a oportunidade de lutar pelo WWE Women's Championship no Money in the Bank em junho, mas não obteve sucesso. Em 31 de agosto, Kelly se tornou mentora de Naomi na terceira temporada do NXT. Ao  longo do segundo semestre de 2010, Kelly continuou a rivalizar com LayCool, ganhando como aliada Natalya em outubro. Em Novembro, Naomi foi nomeada a vice-campeã do NXT, perdendo para Kaitlyn. Dia 20 de Agosto de 2010 ela se uniu a Big Show contra Luke Gallows e Serena onde perderam após Serena aplicar um Gutbuster em Kelly.
Em dezembro, Kelly começou uma história com Drew McIntyre num interesse romântico, mas ela o rejeitou várias vezes falando que ele era agressivo. No Tribute To The Troops ela se uniu a The Bella Twins e Natalya para derrotar LayCool, Melina e Alicia Fox com Kelly realizando o pinfall sobre Michelle McCool. Em 30 de janeiro de 2011, no Royal Rumble, ela impediu a General Manager Vickie Guerrero de interferir na luta entre Edge e Dolph Ziggler pelo World Heavyweight Championship. No Smackdown, Kelly e Edge derrotaram Dolph Ziggler e LayCool numa 2 on 1 handicap match.

### Volta ao RAW; Divas Champion
Em 26 de Abril, Kelly foi convocada de volta para o RAW como parte do draft suplementar do ano. Em 22 de maio, no pay-per-view Over The Limit Kelly perdeu para Brie Bella uma luta pelo WWE Divas Championship. Na noite seguinte ela se uniu com Gail Kim, Eve Torres e Beth Phoenix contra Maryse, Melina e The Bella Twins.

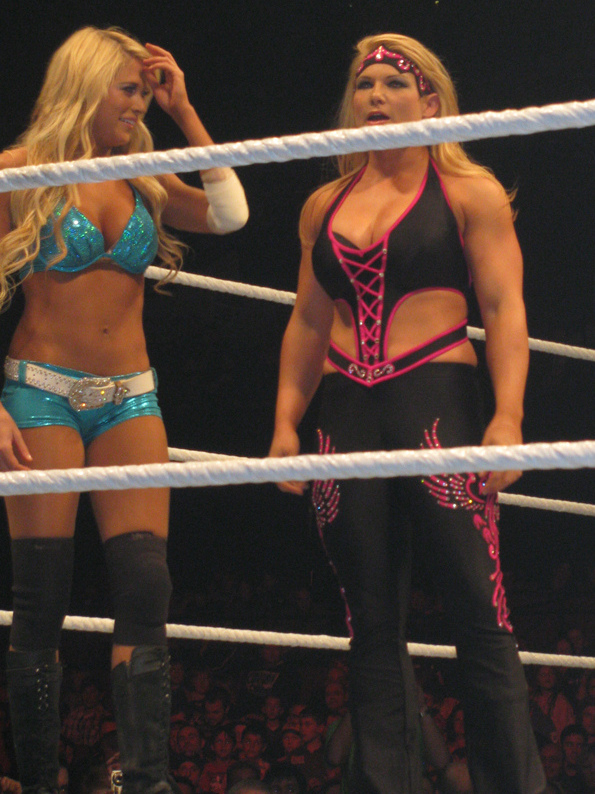
Kelly Kelly e Beth Phoenix no começo de 2011

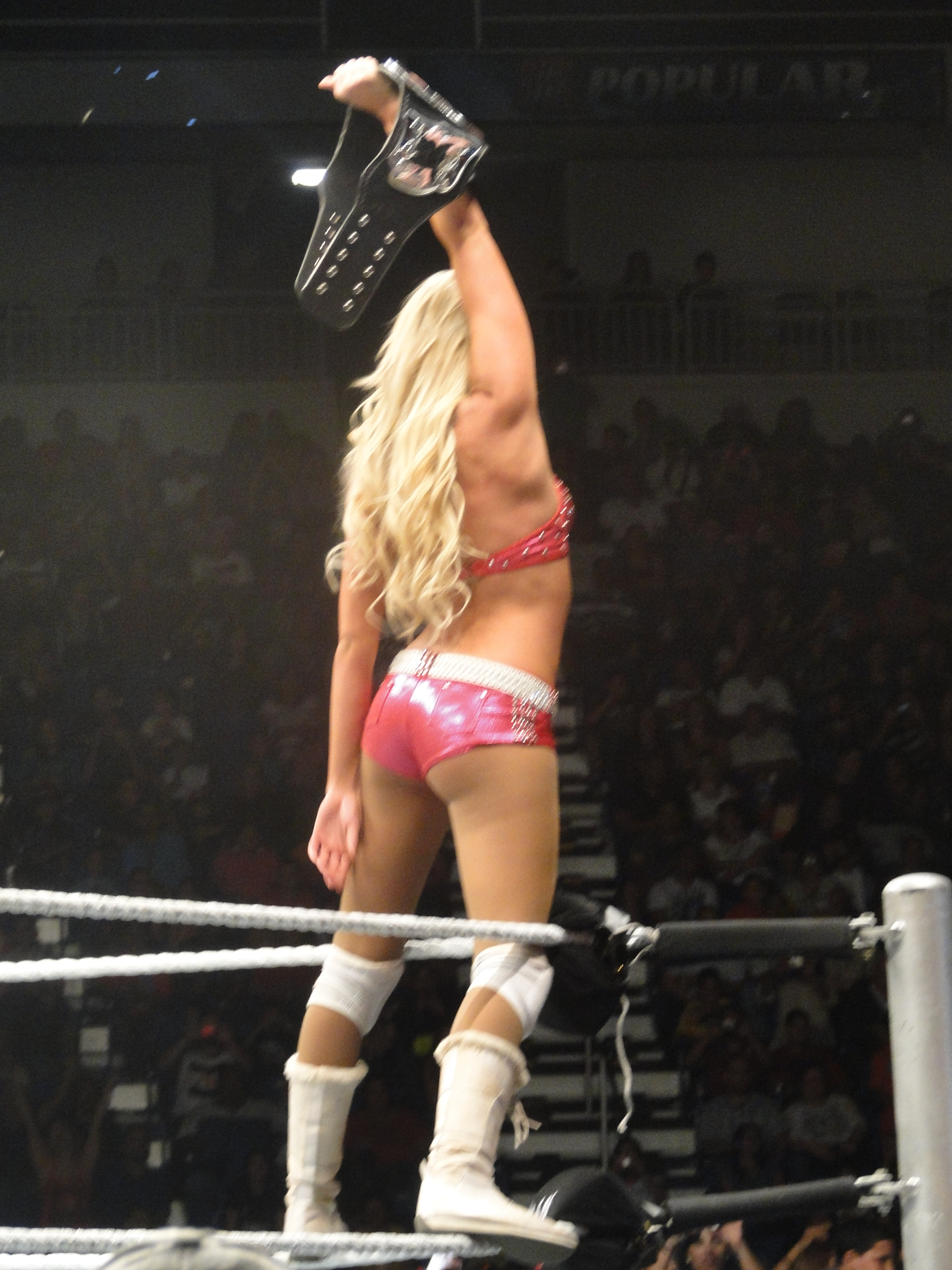
Momento de comemoração

A luta no entanto terminou em no-contest após Kharma interrompê-la. Em 30 de maio, Kelly se uniu com Eve Torres para derrotar as gêmeas Bellas Twins. Na semana seguinte, Kelly novamente venceu as irmãs com Beth Phoenix. Em 13 de junho na edição do RAW especial All-Star, Kelly novamente voltou a vencer em uma 7 dias tag team match em parceria com Beth Phoenix, Natalya, AJ Lee, Eve Torres, Kaitlyn e Gail Kim contra Maryse, The Bella Twins, Melina, Tamina, Rosa Mendes e Alicia Fox.
No mês seguinte Kelly enfrentou Eve Torres e Beth Phoenix numa "Power to the People" vencendo a votação para enfrentar Brie Bella pelo título. Kelly conquistou o título mais tarde por um roll-up, tendo assim seu primeiro reinado na WWE. Sua vitória mais tarde lhe rendeu um prêmio no Slammy Award na categoria “Divalicious Moment Of The Year”.
Em 27 de junho no “RAW Roulette”, Kelly derrotou Nikki Bella em uma luta de submission. Após a partida, as gêmeas a atacaram, mas Eve Torres defendeu Kelly. Em 4 de julho numa edição especial do dia da indepedência ela se uniu a Eve para derrotas as gêmeas. Mais tarde no dia 11 do mesmo mês Kelly derrotou Melina, sendo novamente atacada pelas gêmeas. Kelly derrotou Brie Bella com sucesso no Money In The Bank. No dia 25 de julho, Kelly Kelly e Eve Torres venceram Maryse e Melina.

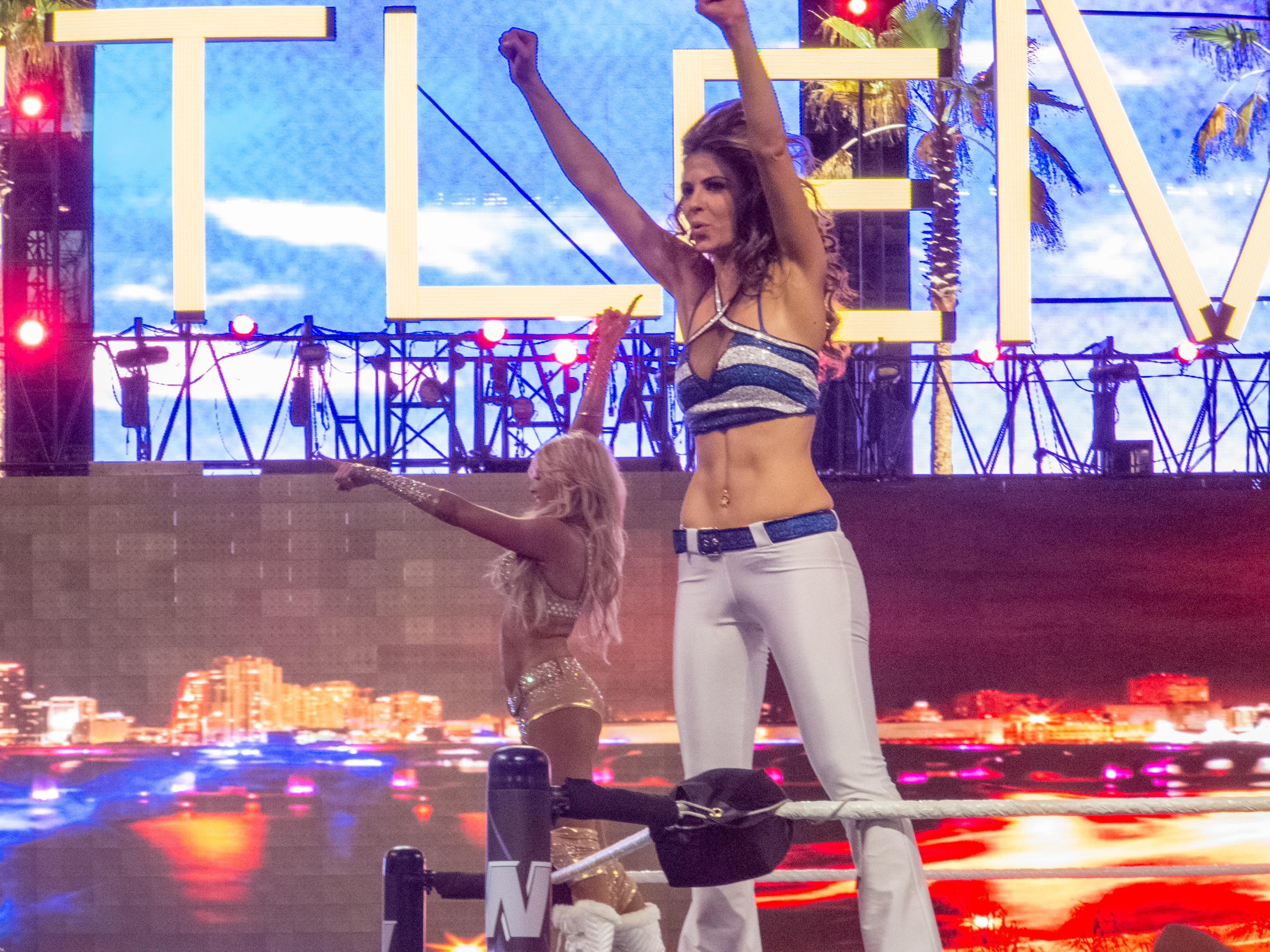
Kelly Kelly e Maria Menounos celebrando sua vitória no WrestleMania XXVIII. (2012)

 Em 01 de agosto Beth Phoenix venceu uma battle royal que iria determinar a adversária de Kelly pelo título. Após o fim da partida Kelly foi ao ring parabenizá-la, mas Beth lhe atacou e então começaram uma briga pois Beth não queria mais bonequinhas no ring. Kelly então defendeu o seu título contra Beth no SummerSlam. Em 30 de agosto num episódio do SmackDown, Kelly juntou-se a Alicia Fox contra as “Divas Of Doom” (Beth Phoenix e Natalya). No SummerSlam e no Night Of Champions Kelly foi acompanhada de Eve ao ring para defender seu título contra Beth que estava junto a Natalya. Kelly veio perder seu título no Hell in a Cell no mês de outubro. Kelly teve uma revanche no dia 14 de outubro, Kelly perdeu mais uma vez. No dia 28 de novembro ela voltou a lutar contra as gêmeas Bellas Twins, onde saiu com a vitória Em 05 de dezembro Kelly se uniu a Eve Torres num show do RAW derrotando as Divas Of Doom. Doa 11 de dezembro no Tribute to the Troops Kelly se uniu com Alicia Fox, Eve Torres e Maria Menounos para vencer Beth Phoenix, Natalya e The Bella Twins. Kelly teve uma nova revanche com Beth no TLC: Tables, Ladders & Chairs, mas não obteve sucesso.
No dia 26 de março Kelly derrotou Eve Torres com Beth Phoenix. Na WrestleMania XXVIII, Kelly novamente fez uma parceria com Maria Menounos e venceram Beth Phoenix e Eve Torres com um roll-up de Maria. No dia 12 de Abril no WWE Superstars Kelly venceu Brie Bella e no dia 26 derrotou Maxine. Em 07 de maio no RAW ela se uniu a Layla para derrotarem Maxine e Natalya. Em 21 de maio Kelly e Beth voltaram a se enfrentar, mas Kelly perdeu. Em 06 de junho Kelly entrou de férias.
Kelly Kelly fez seu retorno à WWE em 06 de agosto no RAW, onde derrotou Eve. Ela fez uma aparição no SummerSlam ao dançar com todas as outras divas a música "Don't Give Up" de Kevin Rudolf. Em agosto Kelly iniciou uma rivalidade com Natalya somente em house shows, onde a derrotou em várias ocasiões. Em 28 de setembro de 2012, a WWE anunciou que Kelly estava demitida por ter violado um dos termos de contrato da empresa.

## Circuito Independente (2012-presente)
Kelly Kelly apareceu no North East Wrestling em 03 de  novembro em Orange Country, New York e em 4 de novembro em Waterbury, Connecticut. No entanto, essas aparições tiveram que ser canceladas devido ao furacão Sandy. Em 01 de dezembro, Kelly apareceu na North East Wrestling, em Waterbury.

## Outras Mídias
Em abril de 2007, ela apareceu no vídeo da música "Throw It On Me (Feat. The Hives)" de Timbaland com Ashley Massaro, Layla, Brooke Adams, Torrie Wilson e Maryse. Em 11 de abril de 2008 junto com Mickie James, Melina e Layla ela apareceu num episódio de "Celebrity Fit Club: Boot Camp as trainers". Em junho de 2011 ao lado de Bellas Twins ela esteve no "The Price is Right".
Em agosto de 2007, ela e suas companheiras do Extreme Expose participaram de uma sessão de fotos para a FHM Online. Em 2011, Blank foi classificada como a 82° mulher mais sensual do ano na Maxim Hot 100, onde mais tarde posou para a revista e no ano de 2012 ela apareceu no 37° lugar.

## Vida Pessoal
Blank nasceu em Jacksonville, Flórida e é filha de um pai judeu com uma mãe cristã. Kelly quando criança tinha Stone Cold Steve Austin como seu lutador favorito. Enquanto crescia, Kelly participou de um grupo de ginástica, antes de ser forçada a sair por causa de uma lesão. Mais tarde, até virou líder de torcida da escola. Kelly estudou jornalismo esperando se tornar jornalista de televisão. Ela também foi modelo de biquíne antes de entrar no wrestling. Durante o treinamento na OVW, ela viveu em Kentucky. Depois disso em Tampa, Flórida, antes de se mudar para Miami. Ela descreve Trish Stratus como sua maior inspiração.
Já datou o WWE Superstar Randy Orton e Dave Batista. 
Teve um relacionamento de dois anos e meio com o também wrestler Andrew Martin, mais conhecido como Test, até a morte dele em março de 2009.
Foi casada com o jogador Sheldon Souray.

## No wrestling
- Finishing moves
  - K2 (Leg Drop Bulldog) - 2008-2012

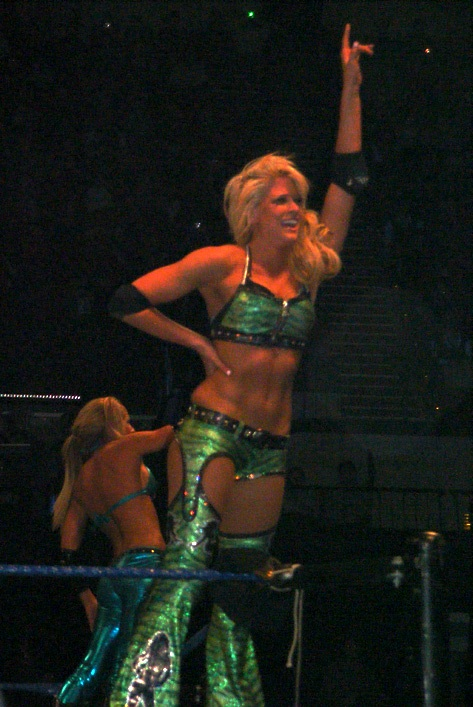
Pose de Kelly em uma luta tag team.

  - Kelly Killer (Leg drop bulldog, procedido por um salto usando as costas do oponente que está agachado) – 2009-2011
  - Sitout Facebuster
- Signature moves
  - Kelly Killer (Handspring back elbow smash)
  - Hanging figure four necklock
  - Hurricanrana
  - One-handed bulldog
  - Sitout facebuster
  - In Yo Face (Stink Face)
  - Corner foot choke
  - Tilt-a-whirl headscissors takedown
    - Jackknife
    - Schoolgirl
    - Small package
    - Sunset flip
    - Victory roll

  - Thesz press seguido por socos
  - Diving crossbody
  - Rope-aided backflip into arm drag
  - Springboard arm drag
- Nicknames
  - "The Bombshell"
- Managers
  - Tiffany
  - Natalya
  - Eve Torres
  - Alicia Fox
- Wrestlers que foi Manager
  - Mike Knox
  - CM Punk
  - The Miz
  - Tiffany
  - Big Show
  - Naomi Knight
  - Eve Torres
  - Randy Orton
- Entrance Themes
  - "Chelsea" de STEFY (OVW)
  - "Don’t Stop" de WWE (2006; Usada por uma noite)
  - "Holla" de Desiree Jackson (2006–7 de julho de 2008)
  - "Holla (2nd Remix)" de Desiree Jackson (7 de Julho de 2008 -6 de Outubro de 2008)
  - "Holla (V3)" de Desiree Jackson (6 de Outubro de 2008 – 28 de setembro de 2012)

## Títulos e prêmios
- World Wrestling Entertainment
  - WWE Divas Championship (1 vez)
  - Slammy Awards 2011 - "Divalicious Moment of The Year" - Kelly Kelly ganhando o WWE Divas Championship
  - WWE 24/7 Championship (1 vez)

- Pro Wrestling Illustrated
  - PWI a colocou como #32 das 50 melhores wrestlers femininas de 2008.[5]
  - PWI a colocou como #34 das 50 melhores wrestlers femininas de 2009.[6]
  - PWI a colocou como #26 das 50 melhores wrestlers femininas de 2010.[7]
  - PWI a colocou como #15 das 50 melhores wrestlers femininas de 2011.